# デスピナ・マンタガス
デスピナ・マンタガス（Despina Montagas）は、ギリシャ出身のアメリカ合衆国の元女子プロレスラー。

## 来歴
ファビュラス・ムーラに弟子入りし、AWAを主戦場に活動。
1984年、全日本女子プロレスに初来日。デビル雅美と一騎討ちを行った。
帰国後、当時全日本プロレス所属でアメリカ遠征中だったターザン後藤と結婚。ミックスマッチでタッグを組んだ際、デスピナに一目惚れした後藤が、リング上で告白した事が結婚のきっかけとなっている。
この頃はLLIを主戦場とし、同団体と提携していたジャパン女子プロレスにも来日した。
FMW旗揚げに伴い、ターザンが帰国した際、共に来日。旗揚げ戦で覆面レスラー「バットガール」として試合に乱入。その後、デスピナ・マンタガスとしてFMWの所属選手となった後、デスピナ後藤とリンクネームを変え、新人選手のコーチも行う。
ターザンとは、日本初のミックスマッチで夫婦タッグを組むなどして活躍するが、FMWの女子選手層が厚くなるにつれ、試合出場が減り、ターザンがFMWを離脱した後は試合を行っておらず、現在はセミリタイア状態となっている。後にターザンとは離婚している。